# Caryomyia inflata
Caryomyia inflata är en tvåvingeart som beskrevs av Gagne 2008. Caryomyia inflata ingår i släktet Caryomyia och familjen gallmyggor. Inga underarter finns listade i Catalogue of Life.